# Estriatina
L'estriatina (STRN) és una proteïna d'unió a la calmodulina codificada en humans pel gen STRN.
Aquesta proteïna pertany a la família de les estriatines, que en els mamífers consisteix en 3 proteïnes: l'estriatina (STRN-1), l'autoantigen nuclear S/G2 (SG2NA amb dos isoformes SG2NA α i SG2NA β, també anomenat STRN-2) i la zinedina (STRN-3). Tot i això, s'han identificat proteïnes d'aquesta família en tots els animals pluricel·lulars. Totes tres formen part del complex multiproteic STRIPAK.
Principalment s'expressen en neurones, però també són presents en altres teixits.
S'ha suggerit que l'estriatina no té activitat catalítica intrínseca, sinó que funciona com a proteïna de bastiment (bastida) molecular amb un paper molt important enllaçant la transducció de senyals i el tràfic vesicular.

## Estructura
És una proteïna intracel·lular de 780 aminoàcids i es caracteritza per ser una molècula multidomini que conté diversos motius els quals interactuen amb proteïnes.
Molecularment, la família de les estriatines comparteixen quasi la mateixa quantitat d'aminoàcids, és a dir, la seva morfologia és pràcticament idèntica. S'ha formulat una hipòtesi amb relació a aquest fet que exposa que les estriatines deriven d'un mateix gen ancestral.
Tenen quatre dominis d'interacció proteïna - proteïna idèntics, una estructura en espirall enrotllada, un domini d'unió a caveolina, un altre d'unió a Ca² i calmodulina (CaM), també altre d'unió a caveolina i un gran domini de repetició WD com la fracció C-terminal de la proteïna.

### Dominis
- Domini d'unió a la caveolina : és el domini involucrat en la unió de l'estriatina amb la caveolina. La caveolina és el component principal de les caveoles, importants en fenòmens com l'endocitosi o l'homeostasi del colesterol. Per unir la caveolina, és necessari el motiu-seqüència de consens d'unió a la caveolina-1, en concret els tres membres de la família de les estriatines tenen aquest motiu a l'extrem N-terminal: LHFIQHEWARF. L'estriatina s'uneix a la caveolina des de l'aminoàcid 55 al 63. S'ha demostrat que la interacció amb caveolina és inhibida en presència de Ca2+.

- Domini d'unió a la calmodulina amb Ca2+: és una unió dependent del Ca2+. L'estriatina actua com a sensor d'aquest en complexes proteics i, segons, la fluctuació dels ions, pot deslocalitzar-los en diferents micro-dominis submembrenals. La seva funció en les espines dentrítiques és provocar i regular la majoria de sinapsis entre neurones, fet molt important a llarg i curt termini i en els mecanismes de memòria i aprenentatge. El calci té un efecte pleiotròpic a les cèl·lules (les modifica fenotípicament). Fent ús del fraccionament del cervell de rata es va establir que la estriatina es desplaça a la fracció citosòlica en presència de Ca².
- Domini d'hèlix superenrotllada (de bobina): aquest domini permet l'homo-oligomerització així com la hetero-oligomerització, processos imprescindibles per tal que l'estriatina arribi de forma correcta a les espines dentrítiques.Aquesta unió es produeix entre els aminoàcids 53-120. També té un paper important en l'orientació del STRN-3 a les dendrites. Veiem que hi ha una elevada conservació d'aquest domini, ja que les proteïnes de la família de les estriatines només difereixen entre elles en un aminoàcid.
- Domini WD-repeat (repeticions de triptòfan-aspartat): generalment formen una estructura d'hèlix molt estable que permet a l'estriatina establir múltiples interaccions reversibles proteína-proteïna i cumplir diverses funcions. Anteriorment es creia que l'estriatina posseïa vuit repeticions WD, ara s'ha comprovat l'existència d'almenys sis, que les trobem situades a les regions d'aminoàcids següents:

WD1: aa 461-500; WD 2: aa 514-553; WD 3: aa 567-606; WD 4: aa 662-701; WD 5: aa 704-743; WD 6: aa 750-779 (només 30 aa).
Aquests 4 dominis es troben tots en el mateix ordre i es troben molt conservats en totes les espècies. Per tant, es consideren la firma de les proteïnes de la família de les estriatines. No hi ha cap altra categoria de proteïna que tingui aquests quatre dominis, fet que indica que posseeixen una funcionalitat fonamental.

## Interaccions
L'estriatina ha demostrat que és capaç d'interaccionar amb: 
- STK25:[9] gen que codifica les proteïnes Serina / Treonina Quinasa 25. Es relaciona aquest gen amb l'anòxia i malformacions Cavernoses cerebrals.[10]
- PDCD10: codifica una proteïna associada a l'apoptosi cel·lular.[11]
- CTTNBP2: codifica una proteïna que s'uneix a la Cortactina 2. S'associa amb el Síndrome de Noonan 7 i el Síndrome de Noonan 6.[12]
- TRAF3IP3: codifica una proteïna involucrada en la modulació del creixement cel·lular modulant la via de transducció del senyal de la quinasa N-terminal c-Jun.[13]
- STRN3: relacionat amb la regulació del procés neurofisiològic de la senyalització del receptor de dopamina D1A del glutamat.[14]
- MOB4 (antigament MOBKL3): pertany a la família MOB. S'associa amb les malformacions cerebrals cavernoses i les convulsions febrils.[15]

- STK24:[16] codifica les proteïnes Serina / Treonina Quinasa 24 activada per mitògens (MAPK). S'associa amb malformacions cavernoses cerebrals i malaltia inflamatòria intestinal 14.[17]
- PPP2CA: codifica la subunitat alpha catalítica de la fosfatasa 2A. La fosfatasa 2A intervé en el control del creixement i la divisió cel·lular. S'associa amb el trastorn del neurodesenvolupament, el retard en el llenguatge i la malaltia d'Alzheimer 15.[18]
- RP6-213H19.1, també STK26 (Serina / Treonina quinasa 26), MASK i MST4. Pertany a la família de quinases GCK grup III. S'associa amb malformacions cavernoses cerebrals i el Síndrome Cerebrocostomandibular.[19]
- PPP2R1A: codifica la subunitat reguladora de la fosfatasa 2A. S'associa amb el retard mental, l'autosòmic dominant 36 i el carcinosarcoma d'úter.[20]
- CTTNBP2NL. Les malalties associades amb CTTNBP2NL inclouen la retinosi pigmentaria 6 i el Síndrome mieloproliferatiu.[21]
- FAM40A, també STRIP1 (Striatin Interacting Protein 1) pertany al complex fosfatasa i quinasa. Les malalties associades inclouen la Monieziasis i malformacions cavernoses cerebrals.[22]
- Receptor d'estrogen alfa.[23] Gen que codifica un receptor d'estrogen que fa de lligand en la unió d'hormones, unió d'ADN i activació de la transcripció. La seva interacció és rellevant en el càncer de mama, d'endometri i d'ovari entre d'altres.[24]

## Localització i expressió de la proteïna
L'estratina rep el seu nom perquè on és troba amb més abundància es a l'anomenat nucli estriat del cervell, és a dir, als ganglis basals. La primera vegada que es va aïllar a ser d'una fracció sinaptosómica d'un cervell de rata. L'estriatina ve codificada per un gen que es troba en el cromosoma 2, banda 22.

Cromosoma 2 del genoma humà

Tot i que la trobarem expressada principalment en el sistema nerviós (al central i al perifèric), s'expressa en cèl·lules de molts teixits i òrgans diferents, com ara el cor, diversos òrgans digestius, ronyó i altres.
Dins la cèl·lula es troba al citosol i també associada a membranes, en quantitats aproximadament iguals. Són, però, una part molt minoritària dins el global de la cèl·lula.
Concretament la trobem al costat post-sinàptic de les dendrites, a les densitats post-sinàptiques de les espines dendritiques neuronals, particularment al nucli estriat.

## Funcions biològiques
Contínuament està apareixent nova informació en relació al paper fisiològic de les estriatines. Les estriatines poden realitzar funcions redundants i d'altres molt especialitzades, fins i tot específiques per cada cèl·lula. L'estriatina és capaç de regular un gran nombre de procesos biològics desde la mort cel·lular programada o apoptosi fins a funcions cardíaques.
Les funcions biològiques principals inclouen la unió a altres proteïnes, la formació de complexos multiproteics i la implicació en la senyalització i el tràfic de Ca2+(paper en el procés endocític).
També promou la localització del receptor d'estrogen a la membrana plasmàtica. L'estrogen té efectes sobre les vies de la serotonina, el sistema colinèrgic i les neurones catecolaminèrgiques entre d'altres.
Altres activitats en les quals està implicada:

### L'estriatina i l'activitat locomotora
La distribució de l'estriatina a neurones estriatals, estructures del cervell relacionades amb el control motor del cos, és un gran indicador de la relació de l'estriatina i el control de les funcions motores extrapiramidals (planificació, iniciació i execució del moviment).
Aquesta idea ve suportada per experiments amb cervells de rata: van disminuir la quantitat d'estriatina in vivo en rates mitjançant la injecció d'un oligo-oxinucleòtid anti-sentit (ODN) a la seva estriata. Els resultats van mostrar una reducció significativa de l'activitat locomotora nocturna i un 60% de reducció d'estriatina a l'estriata. Això va suportar la hipòtesi de la relació de l'estriatina i l'activitat locomotora.

### L'estriatina i les unions cel·lulars
A les cèl·lules on hi trobem unions cel·lulars funcionals, l'estriatina s'expressa com una proteïna amb un elevat pes molecular a la fracció insoluble de la cèl·lula. La formació d'aquestes unions a les cèl·lules epitelials es produeixen en fases seqüencials amb la implicació d'actina.
L'estriatina té una labor important en el bon manteniment d'aquestes unions durant la seva formació.
A més a més, anàlisis d'espectropia de mases mostren que l'estriatina forma complexos amb diferents proteïnes relacionades amb les unions cel·lulars com la Cingulina, Desmoplaquina i la Placoglobina.
Una disminució d'estriatina a les TJ condueix a una reducció dels nivells de E-Caderina, glucoproteïnes molt importants a les unions entre cèl·lules, i per tant, a una reducció d'adhesió entre cèl·lules. De manera contrària, una disminució de la E-caderina provoca una acumulació d'estriatina al citoplasma.
L'estriatina també interactua amb el supressor de tumors APC (adenomatous polyposis coli) a les TJ de les cèl·lules epitelials i a les puntes de les neurites de les cèl·lules PC12. Aquesta unió entre l'estriatina i l'APC és dependient del filamento d'actina.

### L'estriatina i l'apoptosi
La proteïna STRN és present a les cèl·lules epitelials. Aquesta presència pot relacionar l'estriatina amb l'apoptosi cel·lular. A més, la família de les estriatines formen part del complex multiproteic STRIPAK.
Aquest complex inclou la Germinal Center Kinase (GCK), la GCKIII subfamília de 20 quinases (MTS) i la Cerebral Cavernous Malformation-3 protein (CCM3). Totes es relacionen amb la regulació dels processos d'apoptosi. És per això que hi ha una certa evidència que indica que tant la STRN-3 i STRN-4 regulen el procés d'apoptosis.
Per una banda, la STRN-3 proporciona protecció per l'apoptosi influenciant la via DJ-1/Akt a les 2ANeuro cèl·lules o mitjançant la unió amb la subunitat PP2AA per regular que la MST-3 indueixi apoptosi. Per una altra banda, la STRN-4 influencia l'apoptosi a les cèl·lules KP4, PK9 i HCT116.
La STRN-1 no només comparteix similitud estructural amb la STRN-3 i STRN-4, sinó que també comparteix dominis amb molècules implicades en la regulació d'apoptosi. Aquestes són la calmodulina, caveolina-1, caveolina-3 i PP2A.
A més a més, l'estriatina interactua amb el supressor de tumors APC que és “substrat per a caps de cèl·lules en procés d'apoptosi”.
També interactua i serveix de target de membres de la família Poli-ADP ribose polimerasa (PARP).
La relació de l'estriatina i l'apoptosi sembla tenir una gran importància biològica tot i que encara s'està estudiant amb més detall.

### L'estriatina i l'excitació i contracció cardíaca
L'excitació i la contracció cardíaca incorporen el moviment harmonitzat entre el sarcolema i el reticle sarcoplàsmic. Aquest moviment és generat per proteïnes de membrana a les caveoles, a les unions TT/SR i als discs intercalats (ICDs). El mal funcionament d'alguna d'aquestes proteïnes provoca una contracció miocardíaca que finalment desemboca a una insuficiència cardíaca.
En concret, a les caveoles hi ha una sèrie de proteïnes associades a la membrana del sarcolema (SLMAP) i l'estriatina (STRN).
L'estriatina és una proteïna dinàmica que també està relacionada amb l'acoblament dels processos d'excitació i contracció cardíaca. A més a més, la relació de l'estriatina i l'ICD amb les cardiopaties sembla ser estreta.
Aquestes dades proporcionen informació rellevant sobre la senyalització i interacció d'aquestes dues proteïnes com un nou objectiu terapèutic per tal de reduir les insuficiències cardíaques.

### El seu paper en la transmissió sinàptica
D'una banda, s'ha demostrat que es pot donar una detenció en el creixement de les dendrites si en el desenvolupament de les neurones motores embrionàries hi ha una reducció d'estriatina. D'altra banda, s'ha observar que l'axó de les neurones no queda afectat. Això demostra que l'estriatina és crucial pel desenvolupament de l'arborització dendrítica.

## Complexes STRIPAK
El nom de STRIPAK és el que rep el complex de fosfatasa i quinasa que interactua amb l'estriatina. El STRIPAK conté les subunitats catalítiques PP2A (PP2Ac i PP2A A), les estriatines STRIP 1 i STRIP 2 (FAM40A i FAM40B anteriorment), la proteïna Mob3, la CCM3 i membres de la família de les quinases Ste20.
S'han realitzat estudis sobre el STRIPAK per poder identificar i comprendre les seves funcions i mecanismes. Algunes de les funcions que s'han identificat són: l'organització de múltiples complexos de senyalització en molts processos cel·lulars, la intervenció del STRIPAK en el clicle cel·lular, el tràfic vesicular, el desenvolupament neuronal i vascular, la polaritat cel·lular, l'assemblatge de Golgi, la migració cel·lular, la diferenciació de cèl·lules mare, l'apoptosi i la funció cardíaca.
El complex STRIPAK posseeix diferents rols segons l'ésser viu on actua:
· Al S.cerevisiae', el complex FAR (STRIPAK) fa d'antagonista de la via diana de la rapamicina (TOR) i a la vegada contraresta la recuperació de la detecció de feromones.
· Al S.pombe, el STRIPAK fa de regulador negatiu de la iniciació de la tabicació.
· En fongs filamentosos regula la fusió de les hifes.
· A dues espècies de Fusarium l'estriatina és necessària per a la seva patogenicitat.
· A la mosca de la fruita el STRIPAK controla el moviment de les cèl·lules epitelials i la mida del teixit.
· Al nematode C.elegans, controla l'establiment de la polaritat durant la formació de l'embrió.

## Afeccions clíniques
S'ha relacionat els complexos STRIPAK amb afeccions clíniques com la diabetis, l'autisme, malalties cardíaques i malformacions cerebrals.

### Afeccions cardíaques
El gen de l'estriatina, està codificat al cromosoma 2, específicament a la banda 22. A aquesta banda també hi podem trobar variants associats amb la conducció cardíaca dels ventricles i l’interval QQR.
El component STRIPAK, SLMAP té unes isoformes que semblen ser específiques als teixits musculars, inclòs el teixit cardíac. És per això que SLMAP està molt relacionat amb la contracció i l'excitació del sistema cardíac. A més, SLMAP és capaç d'acumular components del STRIPAK a aquestes localitzacions per regular el procés.
Recentment s'ha observat que dues mutacions del SLMAP s'associen amb la síndrome de Brugada. Aquestes mutacions als cardiomiòcits poden actuar negativament reduint la superfície de la cèl·lula de hNav 1.5. En conseqüència es mostren en els pacients uns batecs anòmals augmentant el risc d’una mort sobrada cardíaca. L'electrocardiograma típic d’aquesta síndrome és conegut com a aleta de tauró.
Entre els símptomes d’aquestes síndromes hi trobem les síncopes, la respiració dificultosa especialment a la nit i batecs caòtics entre d'altres.

### Diabetis
En models de ratolí i estudis de pacients, s'ha relacionat 2 components de STRIPAK amb la diabetis: SLMAP i Ysk1.
S'ha vist que SLMAP està elevada en dos models diferents de ratolins diabètics tipus 2. El primer model monogènic (ratolins db / db amb receptors de leptina defectuosos) tenien els nivells de glucosa en sang i triglicèrids elevats en comparació amb els controls. També es va observar una disfunció vascular indicada per una reducció significativa de la relaxació de petites artèries mesentèriques. Els nivells de proteïna SLMAP en teixit vascular d'aquests ratolins es correlaciona amb la disfunció endotelial i la glucosa i els triglicèrids elevats. En l'altre model poligènic (ratolí diabètic tipus 2 de Tally Ho) es va veure que SLMAP estava elevada en el teixit adipós de ratolins hiperglucèmics i que augmentava en els adipòcits incubats en glucosa alta. L'expressió de SLMAP sembla estar regulada pels nivells de glucosa i, per contra, SLMAP pot tenir un paper en la regulació de la captació de glucosa.
Ysk1 també s'ha relacionat amb el control de captació de glucosa. La inhibició de Ysk1 millora l'expressió dels transportadors de glucosa i la captació d'aquesta estimulada per la insulina, augmenta l'expressió de la proteïna 3 de desacoblament i augmenta l'oxidació de lípids. A més a més, es van trobar quantitats elevades d'ARNm de Ysk1 en els músculs esquelètics de pacients diabètics tipus 2, suportant la teoria.
Els resultats d'aquests estudis suporten la possibilitat que STRIPAK, dirigit per SLMAP, contribueixi a la regulació de la captació de glucosa en teixits rellevants per a la diabetis i, per tant, pugui ser un potencial medicament objectiu d'aquesta malaltia.

### Autisme
Es va suggerir que un component del gen STRIPAK (el CTTNBP2) estava localitzat en un locus concret (dins de la banda q31 del cromosoma humà 7) amb susceptibilitat a l'autisme (AUTS1) i que contenia el locus del trastorn greu de la parla i el llenguatge (SPCH1). Un estudi més recent va trobar que un pacient masculí amb autisme tenia una mutació per desplaçament en CTTNBP2, essent la primera evidència de la relació entre els dos factors. També s'ha relacionat el trastorn de l'espectre autista amb una major densitat de columna vertebral. Aquest component CTTNBP2 orienta l'STRIPAK a les espines dendrítiques i regula la densitat de la columna (en cas de tenir la mutació l'augmentarà més de l'habitual i per això s'observarà major densitat). Fins ara, però, només s'ha estudiat una forma curta d'uns 630 aminoàcids d'aquest component, per tant encara cal determinar la forma completa expressada en el cervell i la seva funció, i l'efecte real de la mutació sobre els nivells del component i sobre el complex STRIPAK.

### Càncer
Es va identificar que el gen de l'estriatina (concretament el domini d'oligomerització) es fusionava amb el receptor alfa del factor de creixement derivat de les plaquetes (PDGFRA) i n'alterava el domini regulador negatiu. Es creu que aquesta alteració pot conduir a l'activació del factor i contribuir al desenvolupament de leucèmia eosinofílica crònica.
En un altre estudi, es va veure que en la síndrome mieloproliferativa (EMS) una de les proteïnes associades fusionades amb el FGR1 era del component STRIPAK (la proteïna FGFR1OP2). Aquesta proteïna promou la dimerització i activació del lligand de FGR1 a través dels dominis de bobina. És probable que l'única contribució de FGFR1OP2 (i, per tant, STRIPAK) a la patogènesi de l'EMS sigui la mediació de la dimerització, tot i que les possibles conseqüències de la reducció de FGFR1OP2 cel·lular sobre la funció STRIPAK encara estan per determinar.

### Malformacions cerebrals
Les malformacions cavernoses cerebrals (CCM) són un conjunt de vasos sanguinis dilatats, que presenten una paret debilitada, manquen d'un suport de múscul llis i es troben predominantment al sistema nerviós central, especialment al cervell. Els símptomes d'aquesta malaltia poden incloure des d'un mal de cap, hemorràgies recurrents, ictus, convulsions o fins i tot la mort. El 20% de les CCMs tenen una base genètica, i estan lligades a mutacions en els gens CCM1, CCM2 I CCM3. El CCM3 és el que està relacionat amb la forma més greu de la malaltia, però és del que menys informació hi ha. S'ha observat que es pot trobar en el complex STRIPAK. El CCM3 és fonamental per connectar les quinases GCKIII als membres de la família de l'estriatina en els complexos STRIPAK. Per tant, aquests complexos poden regular la funció CCM3-GCKIII en vies rellevants de les malformacions cavernoses cerebrals (CCM) i en el seu desenvolupament.